# Marmaduke of Thwing, 1. Baron Thwing
Marmaduke of Thwing, 1. Baron Thwing (auch Marmaduke III of Thwing oder Thweng) († 1323) war ein englischer Adliger und Militär.

## Herkunft und Erbe
Marmaduke of Thwing entstammte der englischen Familie Thwing. Er war der zweite Sohn seines gleichnamigen Vaters Marmaduke II of Thwing und von dessen Frau Lucy de Brus. Sein Vater starb zwischen 1282 und 1284, und da sein älterer Bruder Robert 1279 ohne männliche Nachkommen gestorben war, erbte Marmaduke nach dem Tod seines Vaters einen Großteil der Familienbesitzungen. Ein Teil des Erbes fiel jedoch an Roberts minderjährige Tochter Lucy, deren Vormund er zunächst wurde. Marmaduke musste schließlich der Hochzeit von Lucy mit William Latimer, 2. Baron Latimer zustimmen, der so einen Teil des Brus-Erbes erhielt. Die Ehe zwischen Lucy und Latimer war jedoch unglücklich. 1305 wurde Marmaduke beschuldigt, dass er der Urheber der Entführung von Lucy aus dem Haus ihres Mannes gewesen war. Lucy konnte sich schließlich von ihrem Mann scheiden lassen, doch ein Großteil ihres Besitzes musste sie ihrem Exmann überlassen.

## Dienst als Militär
Marmaduke of Thwing nahm während des Ersten Schottischen Unabhängigkeitskrieges an zahlreichen Feldzügen von König Eduard I. nach Schottland teil. In der Schlacht von Stirling Bridge 1297 gehörte er zu den englischen Rittern, die bereits die Brücke überquert hatten, als sie von den Schotten angegriffen wurden. Im Gegensatz zu vielen anderen Engländern konnte Thwing sich mit einigen seiner Gefolgsleute den Rückweg über die Brücke freikämpfen. Zu den Gefallenen der Schlacht zählte auch sein gleichnamiger ältester Sohn. Nach der Schlacht beauftragte Earl Warenne ihn zusammen mit Fulke FitzWarine mit der Verteidigung von Stirling Castle, da der Kommandant und ein Großteil der Besatzung in der Schlacht gefallen war. Die Burg wurde danach von den Schotten belagert, bis sich die ausgehungerte Besatzung 1299 ergeben musste. Thwing geriet in schottische Gefangenschaft und wurde erst nach Zahlung eines Lösegelds freigelassen. 1314 nahm Thwing an dem Feldzug von Eduard II. nach Schottland und an der Schlacht von Bannockburn teil. Er ergab sich persönlich dem schottischen König Robert Bruce, der ihn und Ralph de Monthermer ohne Lösegeldforderung wieder freiließ.

## Politische Tätigkeit
1307 wurde Thwing erstmals durch Writ of Summons zur Teilnahme an einem Parlament berufen, weshalb er als Baron Thwing gilt. 1312 unterstützte er Thomas of Lancaster bei der Verfolgung und Gefangennahme von Piers Gaveston, den Favoriten von Eduard II. Im Mai 1321 nahm Thwing an dem Treffen in Pontefract Priory teil, zu dem Lancaster die nordenglischen Barone geladen hatte, und im Juni gehörte er auch zu den Baronen, die an dem Treffen in Sherburn teilnahmen, bei dem Lancaster versuchte, die nordenglischen Barone zu einem Bündnis mit den rebellierenden Marcher Lords zu bewegen. Der König verdächtige ihn deshalb, die Rebellion von Lancaster zu unterstützen, an der Thwing jedoch nicht aktiv teilnahm.

## Ehe und Nachkommen
Thwing hatte Isabel de Ros, eine Tochter von Sir William de Ros aus Igmanthorpe in Yorkshire geheiratet. Er hatte mir mindestens vier Söhne und zwei Töchter, darunter:
- Marmaduke of Thwing († 1297)
- William of Thwing, 2. Baron Thwing († 1341) ⚭ Katherine Furnival
- Robert of Thwing († 1344)
- Thomas of Thwing († 1374)
- Katherine of Thwing ⚭ Ralph Daubeney
- Lucy of Thwing ⚭ Robert de Lumley

Da sein erstgeborener Sohn Marmaduke in der Schlacht von Stirling Bridge 1297 gefallen war, wurde sein Erbe sein zweiter Sohn William, der jedoch kinderlos starb. Daraufhin erbten nacheinander die jüngeren Söhne Robert und Thomas die Familienbesitzungen. Da sie jedoch beide Geistliche waren, führten sie nicht den Titel Baron Thwing und starben kinderlos. Mit dem Tod von Thomas of Thwing 1374 fiel der Titel in Abeyance. Nach dem Tod von Thomas wurden die Besitzungen der Familie Thwing wurden zwischen den Töchtern von Marmaduke of Thwing und deren Nachkommen aufgeteilt. Der Familiensitz Kilton Castle fiel an die Familie Lumley.